# Front pour le socialisme et la démocratie/Benno Jubël
Le Front pour le socialisme et la démocratie/Benno Jubël (FSD/BJ) est un parti politique sénégalais, dirigé par Cheikh Bamba Dièye, fils du fondateur.

## Histoire
Le parti est officiellement créé le 9 avril 1996.
Il participe aux élections législatives de 1998 et obtient un siège à l'Assemblée nationale.
Lors de l'élection présidentielle sénégalaise de 2000, Cheikh Abdoulaye Dièye, architecte-paysagiste et marabout, réunit 1 % des voix.
Lors des élections législatives de 2001, le FSD-BJ recueille 7 923 voix, soit 0,42, et n'obtient aucun siège à l'Assemblée nationale.
Succédant à son père décédé accidentellement en 2002, à la suite d'un congrès qui s'est tenu a l'Ecole nationale des assistants sociaux ENDSS. Cheikh Bamba Dièye, ingénieur des Travaux Publics, est le benjamin des candidats à l'élection présidentielle de 2007. Il recueille 17 233 voix, soit 0,50 %. Il est élu député  à l'assemblée  nationale du Sénégal. Pendant cette législature, il s'est signalé par son engagement  à servir les intérêts  du peuple sénégalais. C'est lui qui avait convoqué le tout puissant ministre karim Wade qui avait autorisé la création d'une zone économique spéciale concurante au projet de la plateforme de Diamniadio. C'était la raison à ses yeux du fait que les États-Unis avaient retiré le Sénégal du MCC Millénium Challenge  Coorporation. Cette question orale a été un des hauts faits du nouveau  député. Il a été  un des artisans de la réintégration  du Sénégal dans le MCC. 
Le Fsd-bj a joué un rôle précurseur dans l'alternance de 2012. Cheikh Bamba Dieye a créé le déclic. Il a interpellé la conscience  des sénégalais lorsqu'il  s'est enchaîné sur les grilles de l'Assemblée nationale le 21 juin 2011. Cet acte héroïque  a réveillé le peuple sénégalais  qui s'est mobilisé pour barrer la route au projet de loi du gouvernement  du Sénégal qui a été  un grave recul démocratique. 
En 2009, à la tête d'une coalition de l'opposition, le Fsd-bj a remporté  les municipales de Saint Louis. 
Cheikh  Bamba  Dieye est devenu  le plus jeune maire de la ville de Saint-Louis-du-Sénégal. 
En mars 2012, le Fsd-bj a avec Cheikh Bamba  Dieye comme candidat été  classé  sixième derrière  les grandes coalitions. Après un compagnonnage de deux années avec la mouvance présidentielle, période où cheikh Bamba  Dieye  a été ministre de l'aménagement du territoire  et des collectivités locales et ministre de la Communication et de l'économie numérique; le Fsd-bj  après la  démission de  Cheikh Bamba Dieye a quitté le gouvernement  pour devenir un membre important  de  l'opposition sénégalaise.

## Orientation
La pensée de Cheikh Abdoulaye Dièye était très imprégnée de celle de Cheikh Ahmadou Bamba qu'il admirait beaucoup.
Le FSD/BJ est un parti de gauche.
Ses objectifs déclarés sont « de défendre les principes du socialisme, de la démocratie, de la justice sociale, de l’équité et du respect des droits de l’homme ; de défendre farouchement la souveraineté et l’indépendance nationale ».

## Symboles
Sa couleur est le blanc. Son emblème est une étoile verte.

## Organisation
Le siège du parti se trouve à Bopp  à la rue 4 Villa N°130 Dakar.